# ホジェリオ・ピニェイロ・ドス・サントス
ホジェリオ・ピニェイロ（Rogério Pinheiro）ことホジェリオ・ピニェイロ・ドス・サントス（ポルトガル語: Rogério Pinheiro dos Santos、1972年4月21日 - ）は、ブラジルの元サッカー選手。ポジションはDF。
Kリーグ時代の登録名はサントス（ハングル: 산토스）。

## クラブ歴
2003年にCRヴァスコ・ダ・ガマからKリーグの浦項スティーラースに加入。2004年と2005年にKリーグベストイレブンに選出された。
2006年に慶南FCに移籍、2008年まで在籍した。